# Ступінь окиснення
Сту́пінь оки́снення — умовний електростатичний заряд, який приписують атому в молекулі, припускаючи, що електронні пари, які утворюють зв'язок, повністю зміщені в бік більш електронегативних атомів (тобто вважаючи, що всі зв'язки даного атома мають 100% йонний характер). На відміну від валентності, яка позначає кількість утворюваних зв'язків і є натуральним числом, ступінь окиснення може мати позитивне, негативне, нульове або дробове значення.
Наприклад, у молекулі хлороводню HCl відбувається зміщення однієї електронної пари і ступінь окиснення для водню набуває значення +1, а для хлору -1. Що більше електронів переходять до іншого атома, то більшим стає ступінь окиснення. Загалом він може набувати значень від +8 (як для осмію в OsO4) до -4 (кремній у Mg2Si), однак кожен хімічний елемент має ряд характерних саме для нього значень ступеня окиснення. Атоми в найвищому ступені окислення можуть бути тільки окисниками, а в найнижчому — тільки відновниками.
Ступінь окиснення є суто формальною величиною, оскільки не описує характер взаємодії у зв'язку. Так, ступінь окиснення атома хлору в молекулах HCl та NaCl набуває в обох випадках значення -1, проте його ефективний заряд (справжній ступінь поляризації) є різним.

## Визначення ступеня окиснення

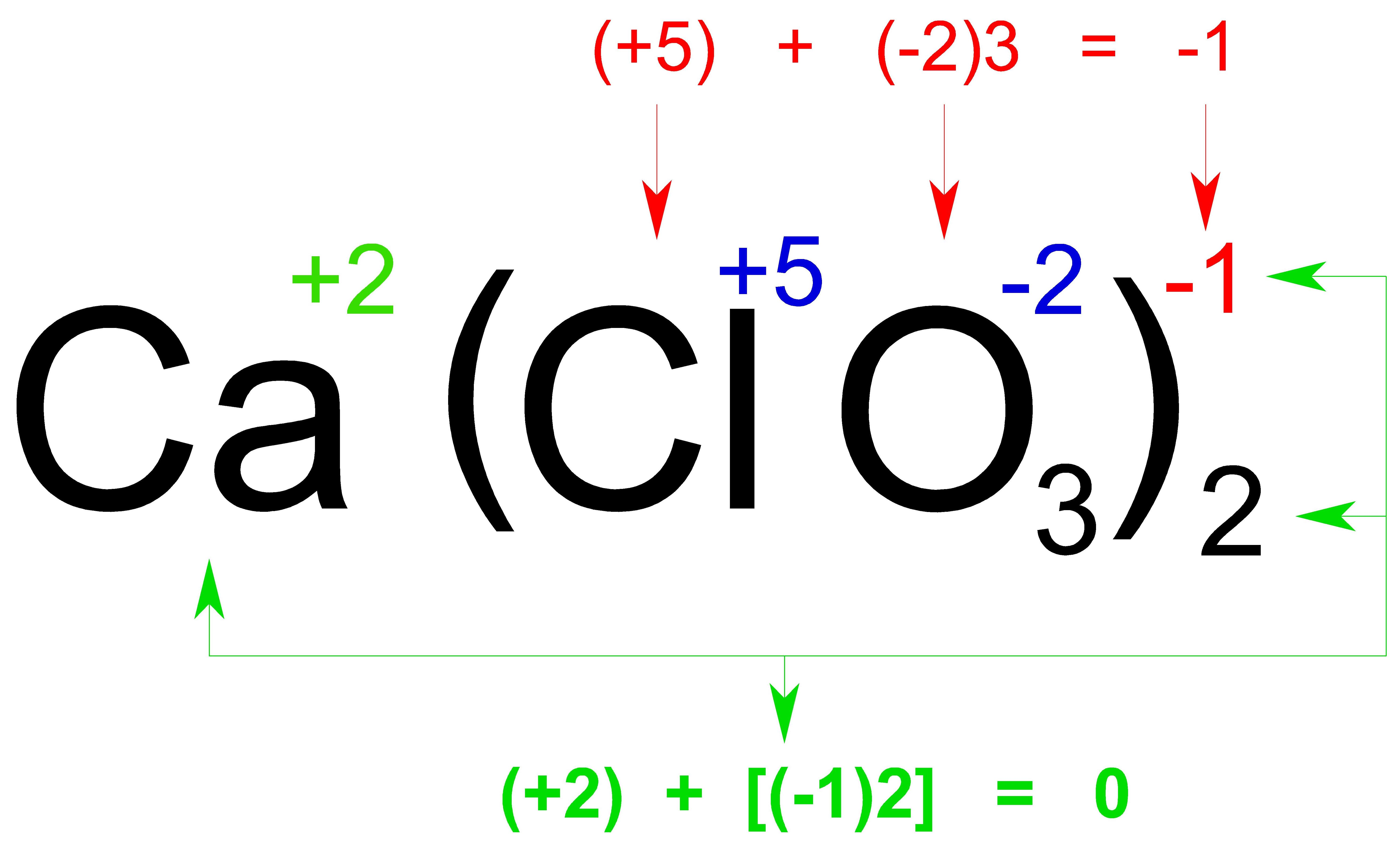
Розподіл ступенів окиснення у хлораті кальцію:
Кисень має типове значення -2, для кальцію, як лужноземельного елемента, ступінь окиснення набуває значення +2, а для хлору, виходячи з правила нейтральності загального заряду, — +5

Визначення ступенів окиснення у молекулі базується на порівнянні значень електронегативності для атомів. Так, позитивні значення ступенів окиснення мають ті атоми, які віддали свої електрони іншим атомам (зв'язувальна електронна хмара зміщена від них), а негативні значення ступенів окиснення мають ті атоми, які приєднали електрони від інших атомів (зв'язувальна електронна хмара зміщена до них). Наприклад, у сполуці MgO хімічний елемент магній має позитивний ступінь окиснення +2, а кисень — негативний ступінь окиснення −2.
Враховуючи те, що більшість елементів має характерні ступені окиснення (це пов'язано з будовою їхніх електронних оболонок), можна вивести наступні правила обчислення ступенів окиснення:
1. алгебраїчна сума ступенів окиснення всіх атомів у молекулі має дорівнювати нулю, у багатоатомних йонах сума ступенів окиснення всіх атомів дорівнює заряду йона.
2. для одноатомних йонів ступінь окиснення дорівнює заряду йона.
3. ступінь окиснення елементів у простих речовинах дорівнює нулю (за винятком озону).
4. ступінь окиснення лужних металів дорівнює +1 (за винятком простих речовин і алкалідів);
5. ступінь окиснення водню дорівнює +1 (в більшості сполук) або −1 (в гідридах), 0 в молекулі Н2;
6. фтор в усіх сполуках має ступінь окиснення −1 (за винятком F2);
7. ступінь окиснення кисню в сполуках, як правило, дорівнює −2. Виняток становлять фториди кисню (+2), сполуки діоксигеніл-іона О+
2 (+1/2), кисень О2 (0), пероксиди (−1), супероксиди (−1/2) та неорганічні озоніди (−1/3).

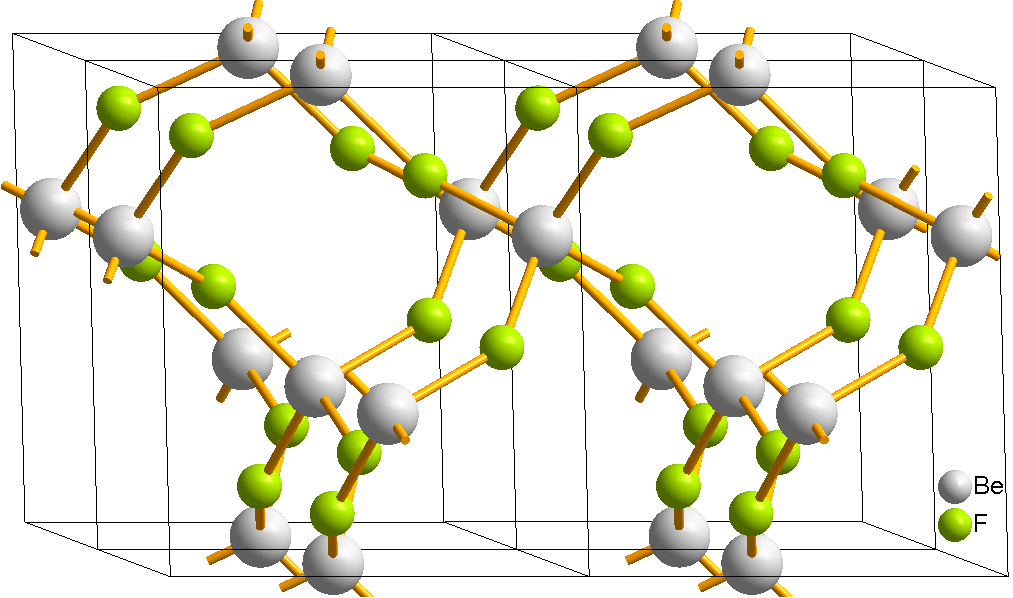
Просторова будова BeF_{2}

Часто ступінь окиснення не збігається із числом утворюваних зв'язків. Зокрема, для атома берилію у молекулі BeF2 ступінь окиснення є рівним +2, тоді як його молекула є полімерною. Також варто пам'ятати, що фактичний заряд на атомі може не відповідати ступеню окиснення цього атома. Так, у амоній-іоні атом азоту має заряд +1, проте ступінь окиснення −3.
На письмі ступінь окиснення зазначається над символом елемента або вгорі праворуч від нього:
{\displaystyle \mathrm {{\overset {+1}{K}}{\overset {+7}{Mn}}{\overset {-2}{O_{4}}}} } або {\displaystyle \mathrm {H_{2}^{+}O^{-2}} }
Коли в тексті (не у формулі) необхідно позначити ступінь окиснення елемента, його записують одразу після символу або назви елемента без пробілів у круглих дужках. Наприклад: кисень(−2), О(−2), залізо(+3), Fe(+3) чи залізо(0), Fe(0).

### Винятки
Атоми одного і того ж елемента можуть мати у сполуці різні ступені окиснення. Наприклад, в оксиді Fe3O4 залізо має ступені окиснення +2 і +3. При розв'язанні завдань, для яких має значення ступінь окиснення, його формулу можна записувати як Fe+2(Fe+3O2)2, представляючи у вигляді солі — ферату(III) заліза(II), або ж як FeO·Fe2O3 — у вигляді складного оксиду. Іншими поширеними прикладами є оксиди Pb3O4 та Mn3O4.

### Ступінь окиснення в органічних речовинах

Розподіл ступенів окиснення у 5-гідроксицитозині

Поняття ступеня окиснення в органічній хімії використовується набагато рідше ніж в неорганічній. В органіці здебільшого прийнято оцінювати міру «окисненості» та «відновленості» сполуки за кількістю атомів кисню та водню в ній, відповідно. Однак, є кілька випадків, коли формалізм ступеня окиснення корисний і в органічній хімії: це реакції з перетворенням неорганічних сполук на органічні (і навпаки) та електрохімічні реакції (в яких варто знати кількість електронів, що беруть участь у кожній стадії процесу). В такому разі (на відміну від неорганічних сполук) найчастіше вираховують не середній ступінь окиснення елементу в сполуці, а ступінь окиснення кожного атома. При цьому вважається, що атом водню завжди має ступінь окиснення +1, а кисню — −2 (крім випадків перекисних сполук, в яких розглядають групу О2−
2), а ступінь окиснення відповідного атома вуглецю вираховується, виходячи з принципу електронейтральності.
Таким чином, найменший ступінь окиснення має атом вуглецю в метані C−4H4, а найвищий — у діоксиді вуглецю C+4O2 (продукті повного окиснення будь-якої органічної сполуки).
Для вуглеводнів ступінь окиснення атому вуглецю залежить від його зв'язності. В порядку зростання це:
- первинний атом вуглецю RC−3H3
- вторинний атом вуглецю RR'C−2H2
- третинний атом вуглецю RR'R"C−1H
- четвертинний атом вуглецю RR'R"R'"C0

Для кисневмісних сполук ступінь окиснення атому вуглецю залежить як від його зв'язності, так і від порядку зв'язку вуглець—кисень. В порядку зростання це:
- первинні спирти RC−1H2OH
- вторинні спирти RR'C0HOH
- формальдегід HC0(O)H
- третинні спирти RR'R"C+1OH
- альдегіди RC+1(O)H
- кетони RC+2(O)R'
- мурашина (форміатна) кислота HC+2(O)OH
- карбонові кислоти RC+3(O)OH та їх похідні (наприклад естери RC(O)OR' або ангідриди RC(O)OC(O)R')